# Яничари
Яничáри (тур. yeniçeri — дослівно нове військо) — регулярна піхота в Османській імперії, що діяла у XIV–XIX століттях, створена султаном Мурадом І.

## Історія

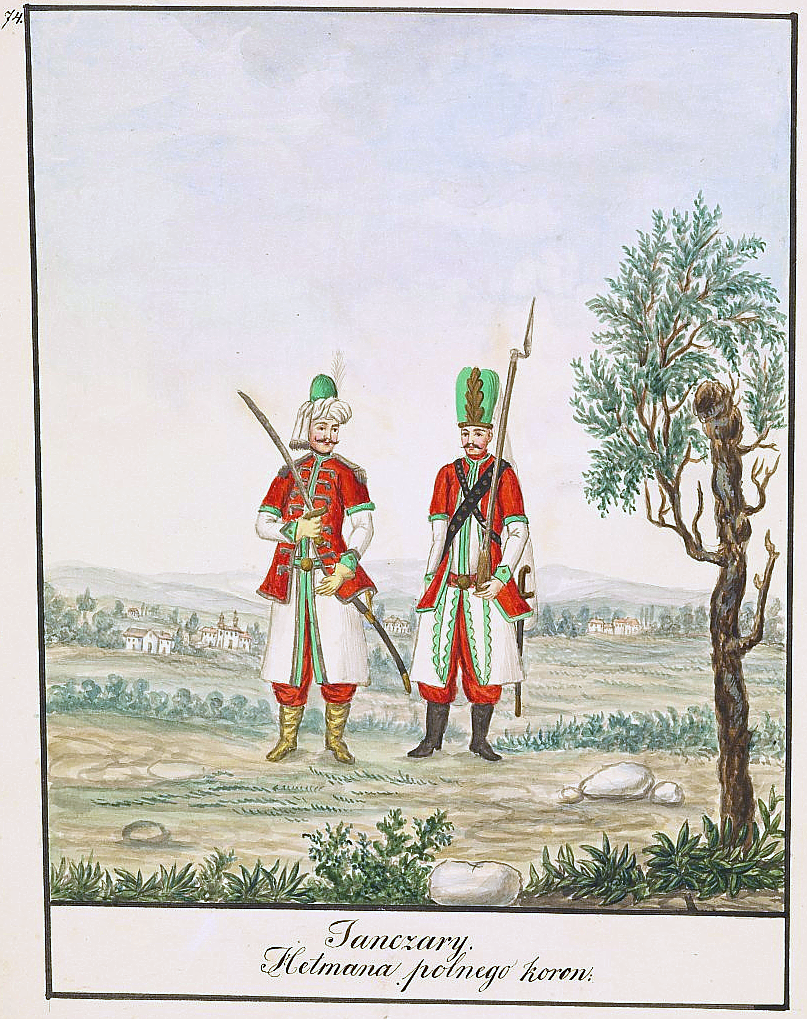
Польські яничари

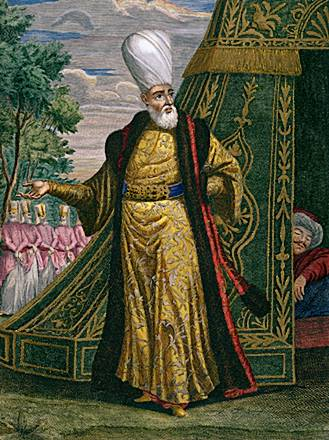
Яничарський ага, 1768

Яничари спершу набиралися з полонених, потім поповнювалася примусовим набором дітей християн підданих (сербів, болгар та інших). Після переходу на іслам яничари виховувалися в дусі релігійного фанатизму й сліпого послуху; творили дисциплінований корпус, іноді чисельністю до 40 тисяч, з агою на чолі.
Яничарам було заборонено одружуватися (до 1566 року) та займатися господарством, вони стали підпорою влади османських султанів, знаряддям османського абсолютизму. З XVII століття почалося розкладання яничар, вони втручалися в державні справи, робили державні перевороти. Військо яничар було ліквідоване 1826 року наказом султана Махмуда II.
В українській мові назва «яничари» вживалася переносно на означення ренегатів, що вірно і завзято служили чужій владі, лютих карателів, катів, поневолювачів.
Яничарський корпус в османському війську існував на постійній основі, починаючи десь з 1362 р. й закінчуючи 1826 р. Яничари стали своєрідним прикладом для заснування регулярних армій Європи у Ранньомодерну добу світової історії. Вони мали свою ідеологію, пов'язану з релігійним вченням. Вона була заснована на проповідях мусульманського проповідника Хаджи Бекташа (1208 — 1270 рр.). Постулати Бекташа були засвоєні швидко «воїнами султана» насамперед через те, що дозволяли сприймати ісламську релігію у простішій формі, адже це вчення звільняло від втомливих п'ятиразових щоденних молитов, від посту у місяць Рамазан, паломництва до Мекки тощо. Навіть в османських хроніках яничари означувалися саме як «товариство Бекташи», а яничарських командирів називали «ага бекташи».
Яничари були лише окремим піхотним військовим формуванням у структурі регулярної армії Османської імперії. Воїни, які служили на постійній основі султанові й отримували за це відповідну плату, мали загальну назву «капикулу» й поділялися на шість підрозділів — «аджемі», «яничари», «джебеджі», «топчу», «топ арабаджі» і «капикулу сюварі».
Якщо у XV–XVI ст. кількість яничар становила близько 12 000 воїнів, то вже на початку XVII ст. — 37 000, наприкінці того ж століття — близько 70 000, а на початку XVIII століття — 100 000 осіб. Саме з яничар формувалися військові гарнізони найважливіших міст і фортець Османської імперії, в тому числі на Європейському континенті, зокрема українських землях. У другій половині XVII ст. із загальної кількості військ капикулу (94 979 чол.) яничари становили 54 222 воїнів, з них у фортецях служили 21 428 осіб. Наприкінці XVII ст. найбільші яничарські гарнізони розташовувалися в Багдаді, Басрі, Дамаску, Єрусалимі, Алеппо, Каїрі, Єрзерумі, Вані, Ханіі, Коринфі, Фесалоніках, Белграді, Сараєві, Видіні, Будапешті, Браїлові, Бендерах, Кафі, Очакові та Кам'янці-Подольському. Зокрема в столиці османської провінції на Західному Поділлі нараховувалося 3 600 яничар. Для порівняння — у Багдаді відбувало службу 3 800 осіб, а молдавських Бендерах (Тягині) — 470 яничар. Гарнізонні яничари називалися «небетчі». Яничари брали участь майже у всіх великих війнах та менших військових конфліктах, що проводилися на теренах Європи між мусульманським та християнським табором. Згідно з османськими джерелами, яничари складали майже четверту частину османських військ під час облоги української столиці Чигирина у 1677 р. та 1678 р., а також австрійської столиці Відня у 1683 р.

## Набір та вишкіл

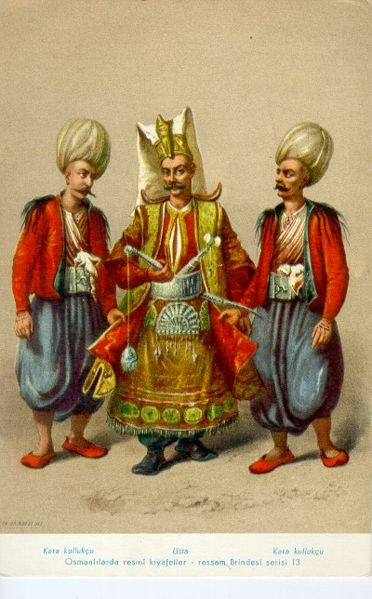

Основу регулярного війська Османської імперії складали полонені, а потім набрані за спеціальним законом «девшірме» хлопчики, підлітки та юнаки віком від 8 до 20 років із завойованих османами територій християнських країн. Спочатку протягом 7–8 років полонені християни проживали у селянських сім'ях Анатолії, де знайомилися з тюркськими та мусульманськими традиціями, після чого їх зараховували до корпусу «аджемі» й називали «аджемі огланами» (тобто, новачками). Тут вони впродовж 8 років навчалися військової справи, а також використовувалися під час різноманітних, головним чином будівельних, робіт. Лише після такого довголітнього вишколу хлопець чи юнак з України, або ж Сербії, Болгарії чи Боснії, потрапляв до найбільш елітного корпусу яничар. Набраних у християнській частині Європи огланів відправляли служити головним чином в азійську частину Османської імперії — до Анатолії, а тих, що походили з Азії, направляли служити до Європи.
Султан Мурад І Гази (1359 — 1389 рр.) віддав наказ заснувати підрозділи постійного війська відразу ж після завоювання Адріанополя. При цьому він вторував на існування подібних інститутів у попередніх тюрксько-ісламських державах — сельджуків і мамлюків. Спочатку був започаткований військовий підрозділ під назвою аджемі. Саме до нього направляли полонених, які після відповідного виховання у османських родинах та військового навчання ставали яничарами. Підрозділи аджемі існували в Стамбулі та в Галіполі[джерело?], а перші казарми безпосередньо для яничар були збудовані в Едірне (Адріанополі). Османські урядовці складали спеціальні реєстри, куди вписувалися імена яничар. Відомо, що ці османські воїни спочатку були неодруженими та постійно проживали у спеціальних казармах. Хоча вже за правління Мурада ІІІ (1574 — 1595 рр.) яничарам дозволено було одружуватися, а їхніх дітей (т. зв. кулагланів) зараховували до підрозділу аджемі.

## Структура
Яничарський корпус складався з 3 підрозділів, які називалися «джемаат» («орта яябаши»), «бьолюк секбанів» та «ага». У свою чергу вони поділялися на 196 загонів-«орт», які окремі дослідники порівнюють з європейськими ротами. До яничарського «джемаату» (зборів) входило 101 піхотинських рот, які називалися «орта». Очолював орту османський офіцер «чорбаджи». Його замісниками були «векільхардж» (відповідав за господарську частину, скарбник), «байракдар» (хорунжий, прапороносець), «баш-аскер» (підхорунжий) та «ашчи» (кухар, здобувач провіанту). Рядового яничара називали «йолдашем», при цьому рядовий склад Яничарського корпусу поділявся на три категорії — «молодих», «середніх» та «старих», які в свою чергу також ділилися на різні категорії. Наприклад, старші яничари, яких звали «іхтіярами», мали поділ на «коруджи», «оту раків» та «мютеффериків». Згідно з функціональними обов'язками ці роти мали різні спеціальні назви. Зокрема, 92 рота османських мушкетерів називалася «тюфекчи», 82 «орта» арбалетників — «земберекчи», а 60, 61, 62 та 63 роти «джемаату» були вишколеною султанською охороною — «солаками». Офіцерська ієрархія від нижчого до вищого у цій піхотній яничарській частині була такою: «яябаши», «деведжи», «башдеведжи», «хасекі», «башхасекі», «турнаджибаши», «саксонджубаши», «загарджибаши», «секбанбаши» та «ага». З 1451 року до Яничарського корпусу було включено близько 6 000 воїнів-«секбанів», які на початковому етапі свого існування обслуговували мисливські лови султанів Османської імперії. Найбільш привілейованою частиною «бьолюка» (підрозділу) секбанів були кіннотники. У тому ж році султан Мегмед Фатіх заснував ще одну нову яничарську частину — «бьолюк аги». Він складався з 61 «орти» на чолі з «міралем агою». У битві яничарські піхотинці стріляли шеренгами по черзі, що називалося «синдик серпме» («розсипати горішки)».

## Одяг
Разом із мушкетами, що були впроваджені у XVI ст., османськими воїнами використовувалися традиційні луки і стріли. У походах при собі кожен з яничарів завжди мав щит, сокиру, арбалет, кинджал, а також лопату і кирку для викопування шанців. У мирний час яничари зазвичай носили на поясі кривий кинджал, а з часом великий ніж. Одяг «воїнів Ісламу» складався з верхнього головного убору-«кече»), кафтана-«долама мокмалу», сорочки -«мокмали», штанів-«шароварів» та двох поясів-«кушаків». Вищий офіцерський склад яничар, окрім «кече», носив на голові спеціальні тюрбани-«мюджевезе», а також підбиті хутром кафтани, парчові пояси та червоні чоботи.

## Грошове забезпечення
Платня яничарам видавалася 4 рази на рік у жовтих шкіряних мішечках. При цьому частину плати завжди видавали новими монетами, щойно викарбуваними на монетному дворі. За військові та інші заслуги представники яничарського підрозділу отримували надбавку до основної плати (т. зв. мукаррер), а під час військових кампаній та сходження на престол нового султана ще й нагородні — «бакшиш». Одночасно з останньою річною платою яничар отримував гроші на купівлю зброї. Також йому видавалася певна сума на закупівлю одягу та їжі. При вступі до яничарського підрозділу видавалося 1 000 акче. Новачку платили 2 акче, а рядовому яничару видавали 5 акче на день. Для порівняння, яничарський ага отримував 450–500 акче в день. Окрім цього він отримував великий річний прибуток від закупівлі овець для потреб Стамбулу, а також мав у долині річки Дунаю велику земельну ділянку з прибутком 50 000 акче в рік — «зіамет». Зазвичай командири рот («орта») отримували 24 акче на день. Командири «бьолюків секбанів» окрім поденної плати отримували земельні ділянки («тіамари») з прибутком 15 000 акче в рік. Рядові яничарські «секбани» додатково мали «тіамари», з яких збиралося 10 000 акче.

## Уніформа та озброєння

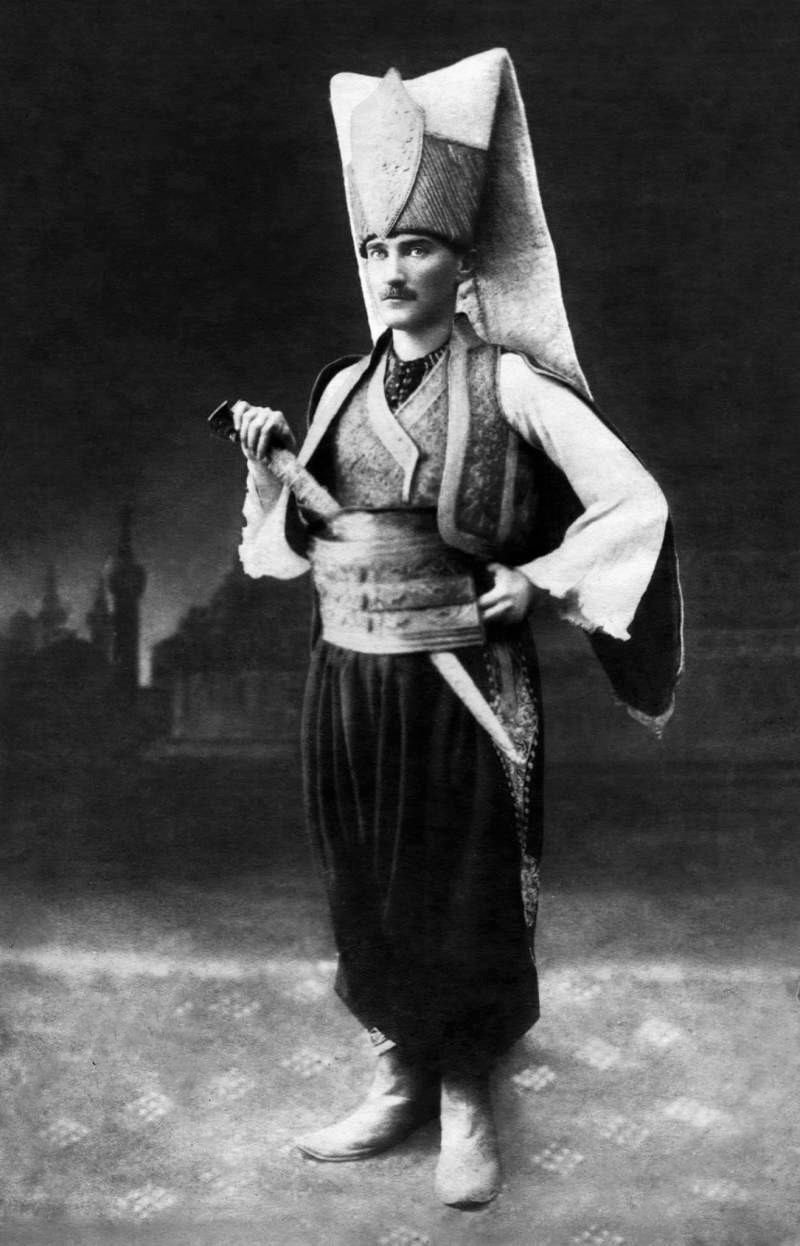
Мустафа Кемаль Ататюрк в традиційні уніформі яничар. Головний убір символізує рукав проповідника Хаджи Бекташа,

Відмінною особливістю яничар були вуса і голена борода, що було нехарактерно для традиційного мусульманського населення. Від решти військовослужбовців їх відрізняв білий повстяний ковпак (берк, або юскюф) з висячим ззаду шматком матерії, що нагадує за формою рукав султанського халата або парадну шапку запорізького козака зі шликом. Одяг яничар був скроєний з вовни. Уніформа старших офіцерів була облямована хутром. Статус власника підкреслювали ремені і паси-кушаки.
На початковому етапі свого розвитку яничари користувалися луками, а через деякий час озброїлися аркебузами, які перейняли у балканських народів. Відомо, що Далмація імпортувала вогнепальну зброю з Італії, починаючи з 1351 р., а в болгарських джерелах аркебузи згадуються від початку XV ст. Яничарів навчали володіти різними видами зброї. На стрільбищах вони практикувалися стрільбі з лука та мушкета, а також метанні дротика і фехтуванні. Очевидці стверджували, що османські піхотинці були дуже вправними у стрільбі з мушкетів, яку могли вести навіть при місячному світлі. Вже на початку XVII ст. яничари мали на озброєнні ґнотові, а потім і т. зв. ударно-кременеві мушкети, ятагани і кинджали, що носили за поясом разом з пістолетами. Яничарські мушкети, знані в Польщі та Україні як «яничарки», були трохи довші за європейські. Їхні стволи виготовляли з високої якості сталі, що потребувало високоякісного пороху. Стрільба яничарів була влучнішою, але менш швидкострільною, порівняно із австрійською, польською чи українською піхотою[джерело?].

## Тактика
Під час бою провідна роль у наступі відводилася кінноті. У її завдання входив прорив ворожої лінії. За цих обставин яничари, вистріливши з рушниць, шикувалися клином і йшли в атаку, використовуючи мечі та іншу зброю. На перших порах існування корпусу противник, особливо якщо він не мав численну дисципліновану піхоту, як правило, не витримував подібної атаки. Яничари не стріляли залпами, віддаючи перевагу прицільній стрільбі. Серед яничар були особливі ударні підрозділи, що називалися серденгетчі (букв. — «ризикують головою») чисельністю близько 100 добровольців. Під час облоги Відня обложені відзначали, що ці загони були розбиті на більш дрібні підрозділи чисельністю по 5 яничарів. До складу такого загону входили мечоносець, воїн з гранатами, лучник і 2 воїни з рушницями. Під час бою яничари часто використовували табір (загородження з великих возів). Під час облоги Відня чудово проявили себе яничарські інженери.